# Катарина Тајкон
Катарина Тајкон (енгл. Katarina Taikon-Langhammer; Алмби, 29. јула 1932 – 30. децембра 1995) била је шведска ромска активисткиња, вођа покрета за грађанска права, списатељица и глумица из касте Калдераши. Била је сестра Росе Тајкон.

## Биографија
Током Тајкониног детињства Роми су и даље живели у шведским камповима и морали су се често селити, што је деци отежавало школовање. Тајкон није научила да чита и пише све док није била у тинејџерској доби.
Тајкон је свој живот посветила побољшању услова за живот Рома у Шведској и широм света. Њеним неуморним радом, расправљањем, писањем и разговором са шведским властима, Роми су добили исто право на смештај и образовање као и сви други Швеђани. 1953. године престала је забрана досељавања Рома из 1914. године. То је довело до тога да су други Роми уточиште потражили у Шведској, а број становништва, у почетку мање од хиљаду људи, растао је.
Тајкон је покушала да убеди шведске власти да су ти људи у ствари политичке избеглице, јер су били угњетавани у њиховим земљама. После безуспешних напора да помогне групи од 47 француских Рома да добију азил у Шведској, одлучила је да промени стратегију. Једини начин да се окончају предрасуде према њеном народу био је обраћање младима, схватила је, па је почела да пише своју популарну серију књига за децу о сопственом детињству, Katitzi (1979. године настала је ТВ серија по књигама).
Катарина Тајкон умрла је од оштећења мозга након што је пала у 13 година дугу кому након срчаног застоја. Названа је шведским Мартином Лутером Кингом.

## Филмографија
- 2015. - Taikon
- 1956. - Sceningång
- 1953. - Åsa-Nisse på semester
- 1953. - Marianne
- 1951. - Tull-Bom
- 1950. - Motorkavaljerer
- 1949. - Singoalla
- 1948. - Uppbrott